# Дуглас-Гамильтон, Ангус, 15-й герцог Гамильтон
Ангус Алан Дуглас Дуглас-Гамильтон (англ. Angus Alan Douglas Douglas-Hamilton, 15th Duke of Hamilton and 12th Duke of Brandon; 13 сентября 1938 — 5 июля 2010) — шотландский аристократ и лётчик, 15-й герцог Гамильтон и 12-й герцог Брендон (1973—2010), первый пэр Шотландии.

## Биография
Старший сын Дугласа Гамильтона (1903—1973), 14-го герцога Гамильтона и 11-го герцога Брендона (1940—1973), и леди Элизабет Иви Перси (1916—2008), дочери Алана Перси, 8-го герцога Нортумберленда.
С 1938 по 1940 год — граф Ангус, с 1940 по 1973 год — маркиз Дуглас и Клайсдейл.
Ангус Гамильтон, как и его отец, получил образование в Итонском университете и Баллиол-колледже в Оксфорде. Один из его младших братьев — Джеймс Александр Дуглас-Гамильтон, барон Селкирк из Дугласа, является членом Шотландской Консервативной и Юнионистской партии.
Следуя по стопам отца, Ангус Гамильтон стал летчиком, служил капитаном авиации в Королевских военно-воздушных силах Великобритании, пока не был демобилизован в 1967 году. В том же году он получил лицензию коммерческого пилота и был летчиком-испытателем в шотландской авиакомпании «Scottish Aviation Limited», с которой был связан его отец. Был членом клуба Air Squadron.
Ангус Гамильтон был членом Королевского общества лучников, почетным членом королевского общества шотландских волынщиков и покровителем Оркестра волынок Британских авиалиний . Кавалер ордена Святого Иоанна. Потомственный хранитель Холирудского дворца.
В марте 1973 года после смерти своего отца Ангус Гамильтон унаследовал титулы герцогов Гамильтона и Брендона. Наследственный носитель королевы Шотландии в шотландском парламенте. Герцог Гамильтон исполняет обязанности носителя короны Её Величества Королевы на церемонии открытия парламента Шотландии.
Вместе со своей третьей женой Кей являлись борцами за права животных.
Герцог Ангус Гамильтон проживал вместе с семьей в своём родовом особняке Леннокслав-Хаус в Восточном Лотиане.
5 июля 2010 года 71-летний герцог Ангус Дуглас-Гамильтон скончался. Его титулы унаследовал старший сын Александр Дуглас-Гамильтон.

## Семья и дети
Был трижды женат. 23 июня 1972 года первым браком женился на Саре Джейн Скотт (1945—1994), дочери майора сэра Уолтера Скотта (1918—1992) и Дианы Мэри Оуэн (ум. 1985). Дети:
- Элеонора (род. 1973)
- Анна (род. 1976), муж с 1998 года Джон Макклюр
- Александр (род. 1978), 16-й герцог Гамильтон и 13-й герцог Брендон (с 2010 года)
- Джон Уильям (род. 1979)

Первый брак закончился разводом в 1987 году. В следующем (1988) году он женился на Джилиан Робертсон, дочери Ноэля Робертсона. Супруги не имели детей и развелись в 1995 году. В июле 1998 года герцог в третий раз женился на Кей Кармайкл. Третий брак также был бездетен.